# 復興門駅 (天津市)
復興門駅（ふっこうもん-えき）は中華人民共和国天津市河西区に位置する天津地下鉄1号線の駅。

## 駅構造

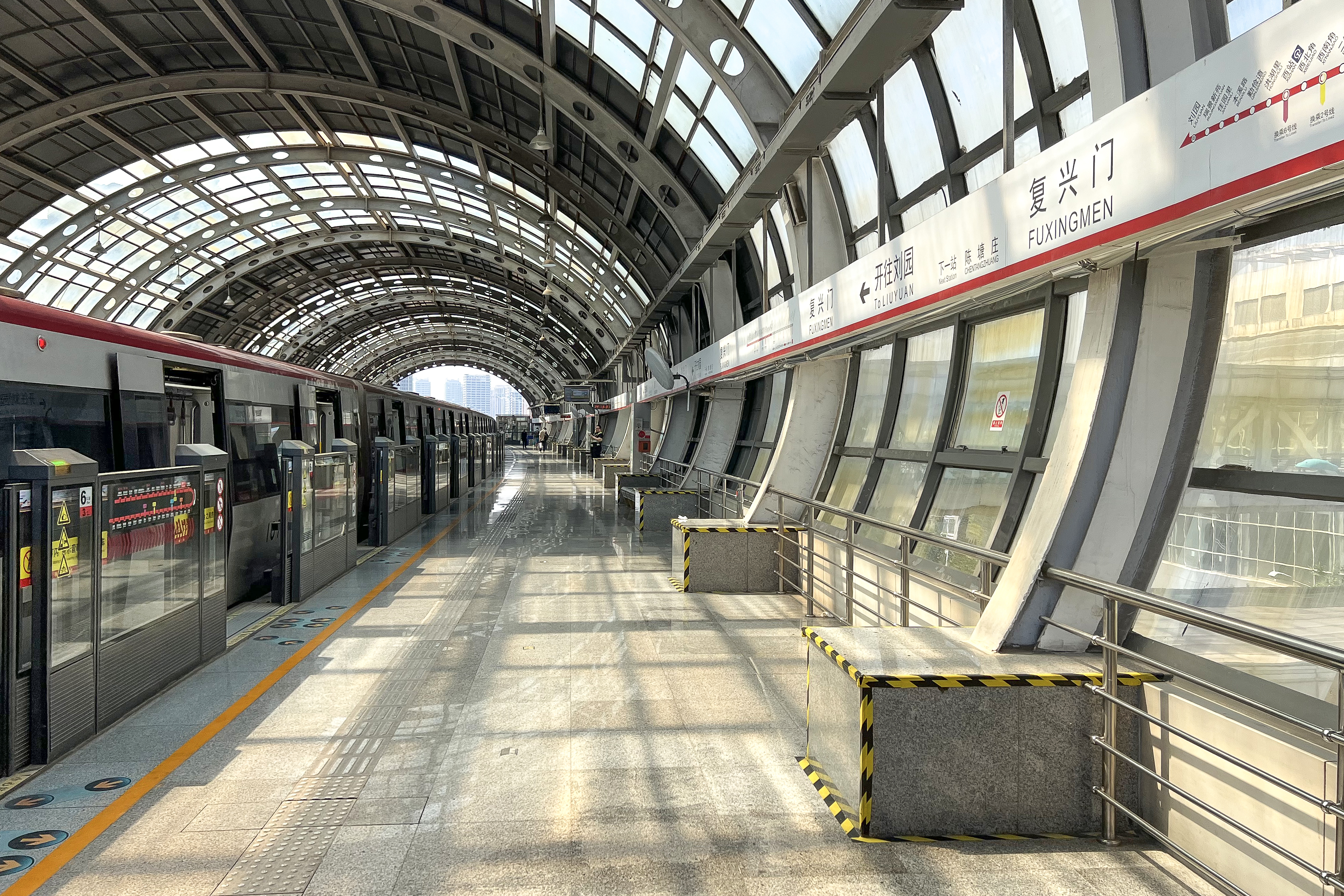
ホーム（劉園方面）

相対式ホーム2面2線の地上駅。出口はA、B、Cの3箇所ある。

## 駅周辺
- 海河大橋
- 天津港湾工程研究所

## 歴史
- 2006年6月12日 - 開業。

## 隣の駅
- ■1号線

華山里駅 - 復興門駅 - 陳塘荘駅
座標: 北緯39度04分34秒 東経117度15分14秒 / 北緯39.0761度 東経117.254度